# René Moatti
Pour les articles homonymes, voir Moatti.
René Moatti, né le 26 octobre 1905 à Sétif (Algérie) et décédé le 1er janvier 1996 à Mouans-Sartoux (Alpes-Maritimes), est un avocat et homme politique français.

## Pendant la Seconde Guerre mondiale
Issu d'une ancienne famille juive d'Algérie, fils de l'avocat Émile Moatti, René Moatti est avocat au barreau d'Alger en 1927. Il appartient au groupe de résistants gaullistes qui favorise le débarquement allié du 8 novembre 1942. Pour cette raison, il fait partie des douze personnalités arrêtées à titre préventif par le Haut-Commissariat (tenu par Darlan juste avant son assassinat), le 30 décembre à la suite de cet assassinat, il reste emprisonné jusqu'au 5 février 1943.
Il s'engage alors dans les Corps francs d'Afrique du général de Montsabert (bataillon de marche n°5, 1e DFL) pour participer à la campagne de Tunisie, puis rejoindra le BCRA.

## Député gaulliste sous les IVeet VeRépubliques
Revenu en métropole après-guerre, il est directeur de cabinet de Jacques Soustelle, ministre de l'Information en mai 1945 puis ministre des Colonies en novembre 1945. Il s'inscrit au barreau de Paris en 1946, après le départ de De Gaulle.
Il entre dans la vie politique et est élu conseiller municipal de Paris (XVIIIᵉ arrdt) d'octobre 1947 à juin 1953. Il préside le Conseil municipal de Paris du 17 novembre 1952 jusqu'en mai 1953.
Il est par ailleurs élu député de la Seine de 1951 à 1955, sous les couleurs du RPF, puis député de Paris en 1958, sous les couleurs de l'UNR (il devient non-inscrit en cours de législature). À l'Assemblée Nationale, il est président de la Commission des lois constitutionnelles, de législation et d’administration générale de la République de janvier 1959 à mai 1960.
Élu député en 1958, sur le double thème du maintien de l'Algérie dans la France et du soutien au Général de Gaulle. En 1961, constatant l'incompatibilité entre ces deux thèmes, il décide de remettre son mandat entre les mains de ses électeurs. Il démissionne et leur demande de le confirmer dans son choix de l'Algérie française. Il a été battu au profit d'un autre gaulliste, Gabriel Kaspereit.
Il faut souligner que René Moatti est le seul député de toutes les Républiques, avec Jean Chamant, pour un autre motif, à avoir eu cette attitude d'honneur et de respect des électeurs.
Il reprend sa profession d'avocat. Il a notamment été l'avocat d'Alain Delon.

## Distinctions
- Commandeur de la Légion d'Honneur
- Croix de Guerre 1939-45.
- Rosette de la Résistance.

### Sources et bibliographie
- Jean Lacouture, De Gaulle, Seuil, 1984.
- Renée Pierre-Gosset, Expédients provisoires. Le coup d'Alger, Paris, Fasquelle, 1945.
- Who's Who du XXe siècle, 1900-2000, éd. Laffitte, 2001.